# Margaret Smith Court
Margaret Smith Court, född 16 juli 1942 i Albury, New South Wales, är en australisk tennisspelare som tagit en äkta Grand Slam i singel och i mixed dubbel. Perioden 1960 till 1975 vann hon totalt 63 singeltitlar, varav 24 Grand Slam-titlar. Hon och Novak Đoković är därmed de tennisspelare som vunnit flest Grand Slam-titlar någonsin.  Hon rankades i omgångar som världsetta bland amatörer 1962-65, och som professionell spelare 1969-70 och 1973. Hon upptogs 1979 i International Tennis Hall of Fame.

## Tenniskarriären
I raden av Grand Slam-titlar märks rekordet 24 i singel, vilket är en fler än Serena Williams på andra plats. Nitton titlar vann hon i vardera dubbel och mixed dubbel. Margaret Court blev också första kvinnliga spelare efter Maureen Connolly som tog en äkta Tennisens Grand Slam i singel, när hon 1970 vann alla fyra GS-turneringar. Tillsammans med landsmannen Ken Fletcher hade hon då redan tagit en äkta Tennisens Grand Slam i mixed dubbel (1963). Säsongen 1963 tog hon alla tre titlar, "triple crown", i Australiska mästerskapen (singel, dubbel och mixed dubbel), och upprepade bedriften 1970 i US Open. Från 1964 vann hon totalt 34 matcher i Federation Cup som deltagare i det framgångsrika australiska laget. 
Bland hennes främsta rivaler under 1960-talet märks brasilianskan Maria Bueno, amerikanskorna Billie Jean King och Chris Evert samt australiskan Evonne Goolagong Cawley. I Wimbledonmästerskapen vann hon över Billie Jean King 1970 i en av de bästa och tätaste finaler som spelats där. Trots en besvärande fotskada, lyckades hon besegra sin motståndare med siffrorna 14-12, 11-9. I Franska öppna besegrade hon i finalen 1973 Chris Evert i tre raka set. Sina sista GS-segrar vann hon som gift enbarnsmor (hon fick senare ytterligare två barn).

## Tennisspelaren och personen
Margaret Court började redan som åttaåring att träna tennis, från början med vänster hand som var naturligt för henne. Hon tvingades dock av sin mor, som följde förhärskande uppfattningar för tiden, att gå över till höger hand. Det samma gällde för andra elitspelare i tennis, som Ken Rosewall och Maureen Connolly. Margaret Court, som var en blyg och tystlåten person,  började i tidiga ungdomsår med fysisk träning, i huvudsak på egen hand. Hon växte upp till en lång person, som på grund av sin målmedvetna träning också var mycket stark. Som 15-åring blev hon uppmärksammad av den professionelle elitspelaren Frank Sedgman som blev hennes tränare. Hon utvecklades under hans ledning snabbt till en komplett tennisspelare. På grund av sin längd hade hon mycket god räckvidd vilket gjorde henne svårpasserad vid nätet. Hon hade också en bra grundkondition och spelade alltid koncentrerat med fokusering på alla bollar, oavsett hur länge en match pågick. Hon var främst attackspelare med en tung serve och förnämlig volley. Detta gjorde henne till en förstklassig spelare på snabba underlag som gräs, men hon hade också bra grundslag, vilket gav henne segrar också på långsammare underlag, som i Franska öppna.
Som ett kuriosum kan nämnas att Margaret Court 1973 spelade mot den då 55-årige professionelle tennisspelaren Bobby Riggs. Denne hade anordnat två matcher där han skulle spela mot Margaret Court och Billie Jean King. Matcherna var mycket uppmärksammade och sändes i TV inför mer än 50 miljoner amerikanska tittare. Det har sagts att Margaret Court, som då fortfarande stod på höjden av sitt kunnande, inte klarade den psykiska press det innebar att jämföra styrkan mellan toppidrottsmän av olika kön på detta sätt. Hon förlorade matchen i tre raka set, medan däremot Billie Jean King besegrade Riggs, likaledes i tre raka set. 
Efter avslutad aktiv karriär blev Margaret Court präst och grundade 1991 kyrkan Victory Life Church i Perth.

## Grand Slam-titlar

### Singeltitlar (24)
| År        | Mästerskap               | Finalmotståndare     | Setsiffror               |
| 1960      | Australiska mästerskapen | Jan Lehane           | 7–5, 6–2                 |
| 1961      | Australiska mästerskapen | Jan Lehane           | 6–1, 6–4                 |
| 1962      | Australiska mästerskapen | Jan Lehane           | 6–0, 6–2                 |
| 1962      | Franska mästerskapen     | Lesley Turner Bowrey | 6–3, 3–6, 7–5            |
| 1962      | Amerikanska mästerskapen | Darlene Hard         | 9–7, 6–4                 |
| 1963      | Australiska mästerskapen | Jan Lehane           | 6–2, 6–2                 |
| 1963      | Wimbledon                | Billie Jean King     | 6–3, 6–4                 |
| 1964      | Australiska mästerskapen | Lesley Turner        | 6–3, 6–2                 |
| 1964      | Franska mästerskapen     | Maria Bueno          | 5–7, 6–1, 6–2            |
| 1965      | Australiska mästerskapen | Maria Bueno          | 5–7, 6–4, 5–2 (uppgivet) |
| 1965      | Wimbledon                | Maria Bueno          | 6–4, 7–5                 |
| 1965      | Amerikanska mästerskapen | Billie Jean King     | 8–6, 7–5                 |
| 1966      | Australiska mästerskapen | Nancy Richey         | walkover                 |
| Open Era: |                          |                      |                          |
| 1969      | Australiska öppna        | Billie Jean King     | 6–4, 6–1                 |
| 1969      | Franska öppna            | Ann Haydon Jones     | 6–1, 4–6, 6–3            |
| 1969      | US Open                  | Nancy Richey         | 6–2, 6–2                 |
| 1970      | Australiska öppna        | Kerry Reid           | 6–1, 6–3                 |
| 1970      | Franska öppna            | Helga Niessen        | 6–2, 6–4                 |
| 1970      | Wimbledon                | Billie Jean King     | 14–12, 11–9              |
| 1970      | US Open                  | Rosie Casals         | 6–2, 2–6, 6–1            |
| 1971      | Australiska öppna        | Evonne Goolagong     | 2–6, 7–6, 7–5            |
| 1973      | Australiska öppna        | Evonne Goolagong     | 6–4, 7–5                 |
| 1973      | Franska öppna            | Chris Evert          | 6–7, 7–6, 6–4            |
| 1973      | US Open                  | Evonne Goolagong     | 7–6, 5–7, 6–2            |

### Övriga Grand Slam-titlar (39)
(Observera att turneringarna blev "öppna" först under säsongen 1968).
- Australiska öppna
  - Dubbel, 1961, 1962, 1963, 1965, 1969, 1970, 1971, 1973
  - Mixed Dubbel, 1963, 1964, 1965
- Franska öppna
  - Dubbel, 1964, 1965, 1966, 1973
  - Mixed Dubbel, 1963, 1964, 1965, 1969
- Wimbledonmästerskapen
  - Dubbel, 1964, 1969
  - Mixed Dubbel, 1963, 1965, 1966, 1968, 1975
- US Open
  - Dubbel, 1963, 1968, 1970, 1973, 1975
  - Mixed Dubbel, 1961, 1962, 1963, 1964, 1965, 1969, 1970, 1972